# Geringde knuppelslak
De geringde knuppelslak (Eubranchus vittatus) is een slakkensoort uit de familie van de knuppelslakken (Eubranchidae). De wetenschappelijke naam van de soort werd in 1842 voor het eerst geldig gepubliceerd door Alder & Hancock.

## Beschrijving
Deze zeenaaktslak is grijswit van kleur met verspreide vlekken van groen of bruin pigment. Op de rug bevinden tot 7 gepaarde rijen cerata met 4 tot 7 cerata per rij. Elke koptentakel heeft een witte band naar de punt toe en 2 à 3 groene of bruine banden daaronder. De spijsverteringsklier is wit en zichtbaar door de ceratale epidermis. De rinoforen (die langer zijn de dan koptentakels) zijn glad met witte punten en een lagere groene of bruine band. De grotere individuen kunnen uitgroeien tot een lengte van ongeveer 20 mm. Deze slak voedt zich met de veervormige hydroïdpoliep Kirchenpaueria pinnata.

## Verspreiding
De geringde knuppelslak komt voor in het Arctisch gebied, Noorwegen, de Britse Eilanden, de Franse kust en het noorden van Spanje. In 2011 werd deze soort voor het eerst in Nederland ontdekt op een drijvende pluk Japans bessenwier (waarop de voedselsoort Kirchenpaueria pinnata zat vastgehecht) dat bij 't Horntje op Texel werd aangetroffen. Het is onzeker of de soort in de Nederlandse Noordzee gevestigd aanwezig is.